# Buchholtz (westfälisches Adelsgeschlecht)

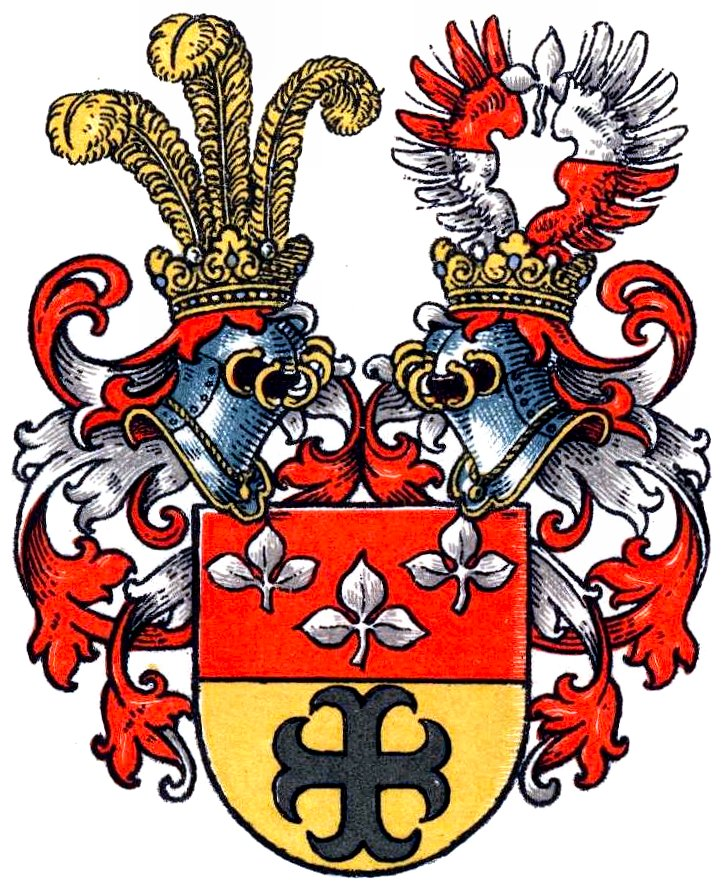
Wappen derer von Buchholtz

Die Herren von Buchholtz (auch: Bucholz, Buchholz o. ä.) waren ein westfälisches Beamten- und Gutsherrengeschlecht.
Das hier behandelte westfälische Geschlecht ist zu unterscheiden von den kurländisch-preußischen Buchholtz und den niederrheinischen Bocholtz.

## Geschichte
Der Stammsitz der westfälischen Buchholtz war Haus Hall bei Gescher und später die Wasserburg Haus Welbergen in Welbergen, einem Ortsteil von Ochtrup im Kreis Steinfurt, Nordrhein-Westfalen.
Die Stammreihe beginnt im 16. Jahrhundert mit Johann von Bocholt, Herr auf Haus Hall und seiner Frau Mette Selker. Johann war Lehnsschreiber der Gräfin von Limburg-Bronckhorst und Bürger von Coesfeld, wo er als Wiedertäufer in Erscheinung trat. Deren Sohn Gerd von Bocholt (* um 1526 wohl in Coesfeld, † vor 1568) war verheiratet mit Evese von Kerckering, der Tochter des Vogds Goddert von Kerckering (* um 1495) zu Münster.

## Österreichischer Zweig

Stammwappen der Familie Bucholtz zu Haus Hall

Ein Teil der Familie wurde mit Franz Bernhard von Bucholtz, Legationssekretär des kaiserlich-königlichen Gesandtschaft beim Deutschen Bundestag, 1817 in den erbländisch-österreichischen Ritterstand erhoben. Er und seine Mutter hatten sich aber auch früher schon eines Adelsprädikats bedient. Gertrud von Buchholtz heiratete 1805 Franz Ferdinand von Druffel, ab 1792 bis zur Auflösung der Fakultät 1818 der erste unpromovierte Professor im Fachbereich allgemeine und spezielle Pathologie und Therapie der medizinischen Fakultät der Universität Münster, geadelt 1814.

## Namensträger
- Franz Bernhard von Bucholtz (1790–1838), Ritter, Diplomat in österreichischen Diensten, katholisch-konservativer Publizist und Historiker
- Gerhard Bucholtz († 1627), Rentmeister zu Cloppenburg ⚭ Gertrud von Heiden (erste Ehefrau)
  - Caspar Bucholtz (1618–1686), Herr zu Welbergen, Richter zu Vechta und Gograf zum Sutholz, Kriegscommissair ⚭ Gertrud von Beesten (1617–1684)
    - Henrich Johan Bucholtz (1643–1686), Amtsrentmeister zu Vechta, Herr zu Welbergen ⚭ Anna Margarethe Velthaus (1647–1720)
- Bernardus Antonius Ignatius Bucholtz (1785–1831), Amtseinnehmer zu Cloppenburg
- Casper Bucholtz (1652–1722), Dr. med., Arzt in Haselünne ⚭ Maria Clara Zurmühlen (1656–1738)
  - Franz (Franziscus) Carl Wilhelm Anton Bucholtz (1694–1763), Dr.-med., Physikus und Garnisonsmedikus zu Meppen, Arzt in Haselünne ⚭ Carolina Elisabeth Gertrud Riccius (1712–1754)
    - Carl (Carolus) Ignatius Bucholtz (1743–1841), Dr. jur., Advokat und Amtseinnehmer für Cloppenburg
      - Franz Joseph Bucholtz, Advokat und Landesgerichtsassessor in Cloppenburg
        - Carl Franz Nikolaus Bucholtz (1809–1887), Verwaltungsjurist und Politiker im Großherzogtum Oldenburg ⚭ Friederike Catharine Elisabeth Stalling (1822–1891)
          - Franz Heinrich Alexander Bucholtz (1846–1905), Jurist und Politiker

## Porträts bekannter Namensträger

Caspar Bucholtz (1618–1686), Richter zu Vechta, Herr zu Welbergen und Gograf zum Sutholz
Gertrud Bucholtz, geb. van Beesten (1617–1684)
Henrich Johan Bucholtz (1643–1686), Amtsrentmeister zu Vechta, Herr zu Welbergen
Anna Margarethe Bucholtz, geb. Velthaus (1647–1720)
Franz Carl Wilhelm Anton Bucholtz (1694–1763), Arzt in Haselünne
Carolina Bucholz, geb. Riccius (1712–1754)
Adrian Wilm Bucholtz (1756–1839), Kaufmann und Weinhändler in Amsterdam und Münster
Anna Elisabeth Bucholtz, geb. Fuest (1766–1845)
Maximilian Wilm Bucholtz (1792–1870), Generalvikariatssekretär in Münster
Clara Bucholtz, geb. Reinking (1799–1859)

Wasserburg Welbergen (Haus Welbergen)

## Wappen
Blasonierung: Der Schild geteilt. Oben in Rot drei silberne Buchenzweige mit je drei (1:2) Blättern, unten in Gold ein schwarzes Ankerkreuz. Zwei gekrönte Helme. Helm 1 mit drei goldenen Straußenfedern, Helm 2 mit einem offenen, quergeteilten Flug von Rot und Silber mit gewechselten Farben, dazwischen ein silberner Buchenzweig. Die Helmdecken sind rot-silbern.